# Matteo (cardinal, 1200)
Pour les articles homonymes, voir Matteo.
Matteo (mort après le 8 août  1205), est un cardinal de l'Église catholique du XIIIe siècle, nommé par le pape Innocent III.

## Biographie
Le pape Innocent III crée Matteo cardinal lors du consistoire de décembre 1200.